# Pseudohydrosme
Pseudohydrosme, rod kozlačevki iz tribusa Nephthytideae, dio je potporodice Aroideae. Sastoji se od 4 priznatih vrsta iz tropske Afrike , sve su endemi, 3 iz Gabona i jedna iz Kameruna.

## Vrste
1. Pseudohydrosme bogneri Cheek & Moxon-Holt
2. Pseudohydrosme buettneri Engl.
3. Pseudohydrosme ebo Cheek; Kamerun
4. Pseudohydrosme gabunensis Engl.